# Протягайлівка
Протягайлівка (рос. Протягайловка; рум. Proteagailovca) — село, входить до складу міста Бендери у Молдові (Придністров'ї). Є складовою Тираспольсько-Бендерської агломерації.
Село має понад 200 років, проте перша згадка датується 1814 роком.
Станом на 2004 рік у селі проживало 20,9% українців.